# Galáxia espiral de Magalhães
As galáxias espirais de Magalhães ou galáxias espirais Magalhânicas classe de galáxias de baixa massa, normalmente anãs, que são classificadas como do tipo Sm (e SAm, SBm, SABm). Em particular, essas galáxias são caracterizadas por uma espiral de um único braço. 
Receberam o nome de seu protótipo, a Grande Nuvem de Magalhães, uma galáxia SBm. Eles podem ser considerados intermediários entre galáxias espirais anãs e galáxias irregulares. A maioria das espirais de Magalhães observadas no Universo próximo compartilham a estrutura da Grande Nuvem de Magalhães, em particular a evidência de uma barra deslocada e uma espiral de um único braço. Um bom exemplo desses sistemas é a galáxia NGC 3906, que mostra evidências do deslocamento da barra do centro fotométrico da galáxia em 1,2 kpc.

## Espirais de Magalhães
As galáxias espirais magalhânicas foram introduzidas por Gérard de Vaucouleurs, juntamente com as galáxias magalânicas irregulares (Im), quando ele atualizou a classificação das galáxias de Hubble.
Galáxias espirais não barradas de Magalhães são classificadas como SAm, enquanto SBm se refere a galáxias espirais barradas de Magalhães, e SABm indica galáxias espirais magalânicas intermediárias. As galáxias do tipo Sm e Im também foram categorizadas como galáxias irregulares com alguma estrutura (tipo Irr-1). As galáxias Sm são normalmente interrompidas e assimétricas. As galáxias dSm são galáxias espirais anãs ou galáxias anãs irregulares, dependendo do esquema de categorização.

## Classificação das galáxias espirais de Magalhães
| Galáxia                             | Classificação morfológica      | Imagem                         | Nota                              |
| Galáxias espirais de Magalhães      | Galáxias espirais de Magalhães | Galáxias espirais de Magalhães | Galáxias espirais de Magalhães    |
| ----------------------------------- | ------------------------------ | ------------------------------ | --------------------------------- |
| NGC 45                              | SAdm                           |                                | membro do Grupo do Escultor       |
| NGC 5204                            | SAm                            |                                | membro do Grupo M101              |
| NGC 3246                            | SABdm                          |                                |                                   |
| NGC 4625                            | SABm                           |                                | interage com NGC 4618             |
| NGC 4236                            | SBdm                           |                                | membro do Grupo M81               |
| Grande Nuvem de Magalhães           | SBm                            |                                | protótipo da galáxia magalhânica  |
| NGC 959                             | Sdm                            |                                | membro do Grupo NGC 1023          |
| NGC 3991                            | Sm                             |                                | componente do grupo Arp 313       |
| Galáxias espirais de Magalhães anãs |                                |                                |                                   |
|                                     | dSAdm                          |                                |                                   |
|                                     | dSAm                           |                                |                                   |
|                                     | dSABdm                         |                                |                                   |
|                                     | dSABm                          |                                |                                   |
|                                     | dSBdm                          |                                |                                   |
|                                     | dSBm                           |                                |                                   |
|                                     | dSdm                           |                                |                                   |
| NGC 5474                            | dSm                            |                                | satélite da Galáxia do Cata-Vento |

## Lista de galáxias espirais de Magalhães

### Barrada (SBm)
- Grande Nuvem de Magalhães (LMC)
- Pequena Nuvem de Magalhães (SMC)
- NGC 1311[6]
- NGC 4618[7]
- NGC 4236
- NGC 55
- NGC 4214
- NGC 3109
- IC 4710

### Intermediárias (SABm)
- NGC 4625
- NGC 5713

### Não barrada (SAm)
- NGC 5204[8]
- NGC 2552